# 馬希庫

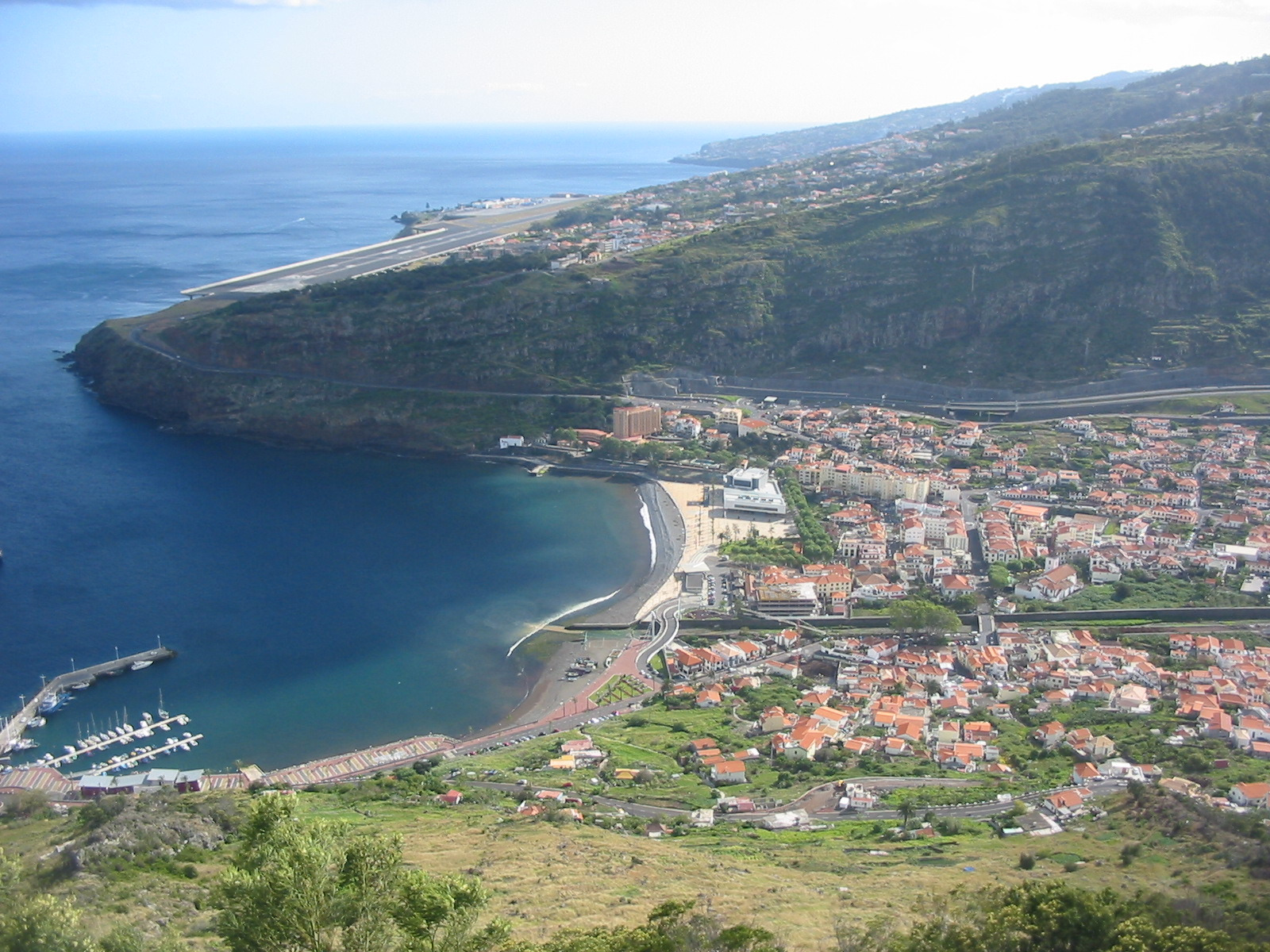

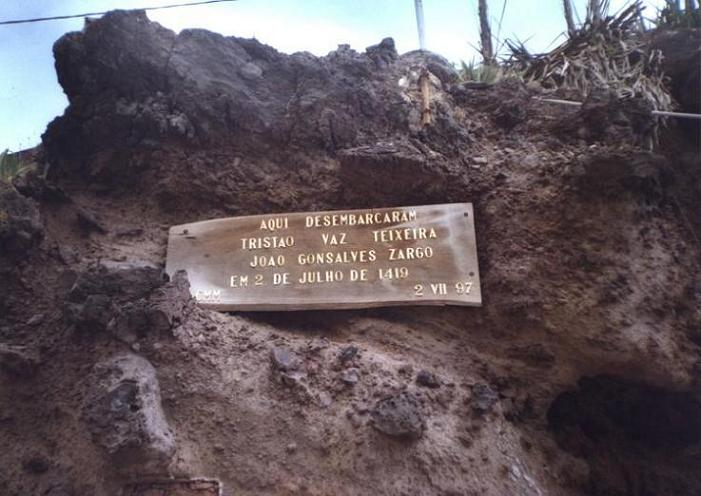

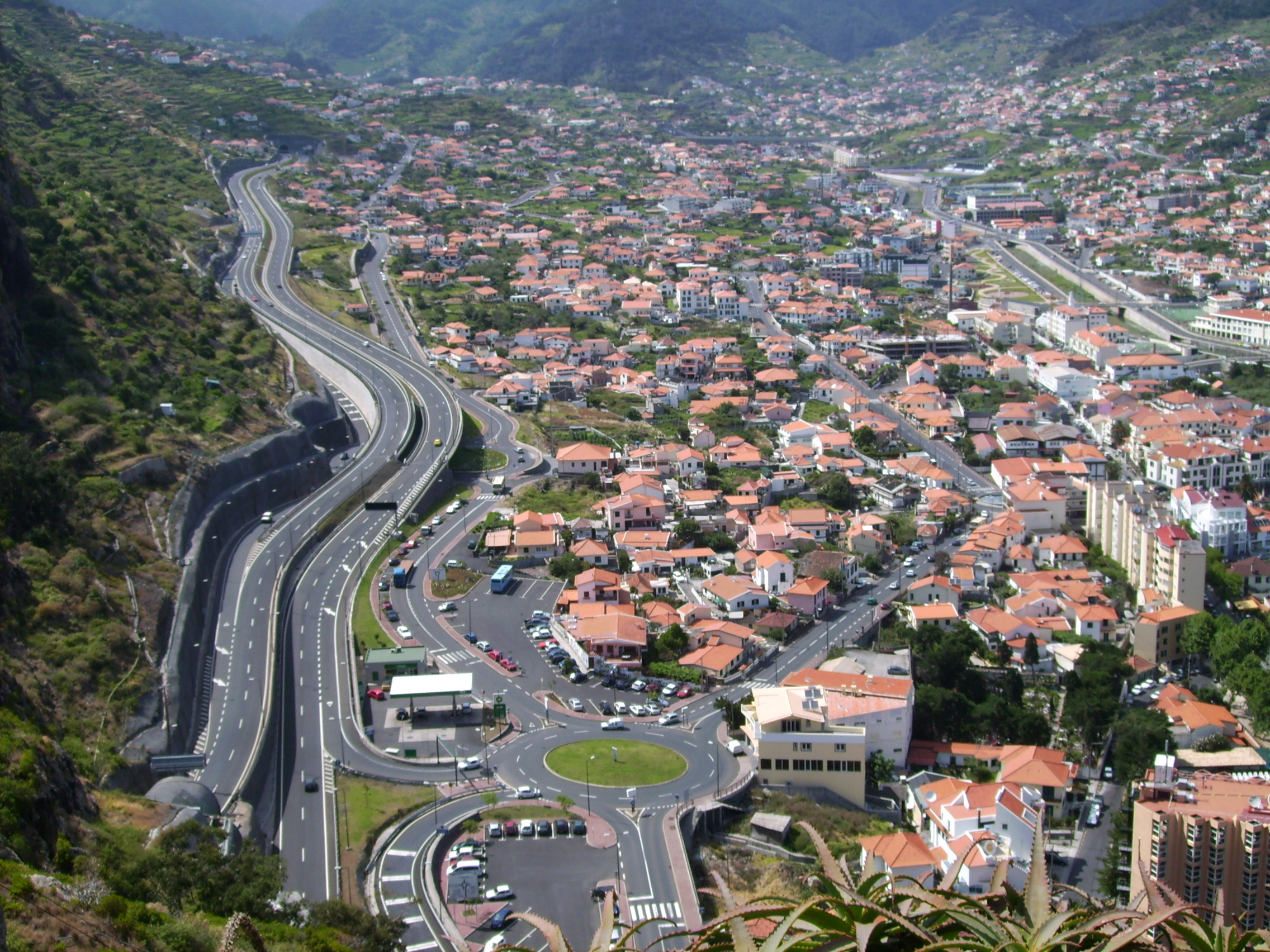

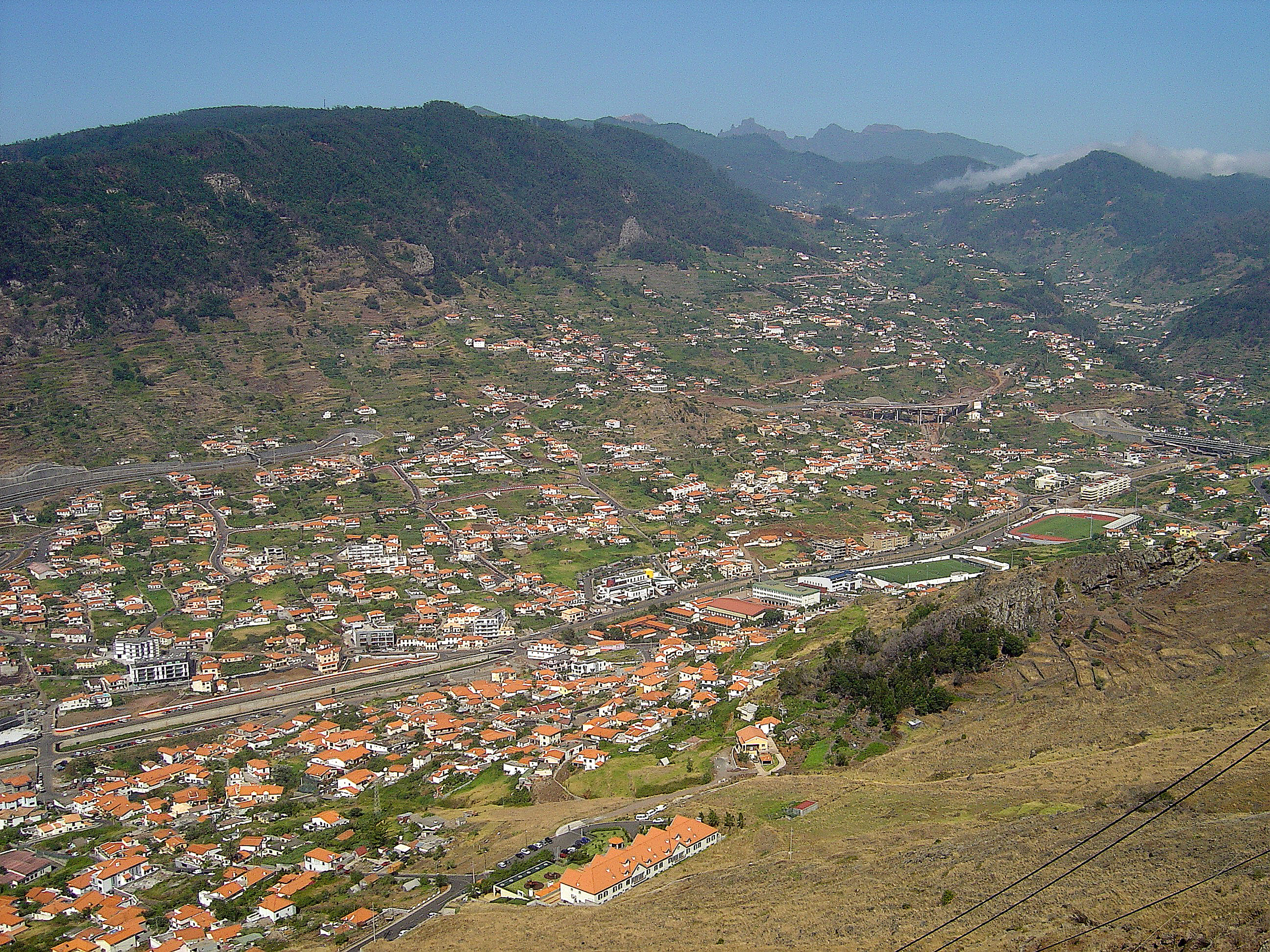

32°42′N 16°46′W / 32.700°N 16.767°W
馬希庫（發音：[mɐˈʃiku] ⓘ），是葡萄牙的城鎮，位於馬德拉島，處於桑塔納東南面20公里，始建於1425年，面積68.31平方公里，2011年人口21,828，該城鎮人口密度每平方公里319.54人。